# Ars Interpres Publications
Ars Interpres Publications är ett internationellt orienterat bokförlag med bas i Stockholm och tidigare år med utgivningsfilialer i bland annat New York och Moskva. Det grundades 2004.  Förlagets utgivning består huvudsakligen av skönlitteratur, i synnerhet poesi, på svenska och engelska samt översättningar till dessa språk och ryska. Förlaget har tidigare även gett ut den internationella tidskriften Ars Interpres samt i anslutning till denna arrangerat internationella poesievenemang i Sverige.
Sedan våren 2020 ger man även ut bokserien Pamphilus, översättningar och originalverk i pamflettformat.

## Utgivning
Några författare, översättare och konstnärer som givits ut på förlaget eller har medverkat i tidskriften Ars Interpres:

- Les Murray[2]
- Ewa Lipska
- Per Wästberg
- Kjell Espmark
- Lasse Söderberg
- Malte Persson
- Louise Glück
- Amy Lowell
- Alan Asaid
- Wallace Stevens
- Maxim Grigoriev
- Annika Bäckström
- Gennadij Ajgi
- Gunnar Harding
- Tom Raworth
- Anders Arborelius
- Aris Fioretos[2]
- Göran Sonnevi
- Håkan Sandell
- Bengt Jangfeldt[2]
- Petter Lindgren
- Dennis Creffield
- John Matthias
- Lars-Håkan Svensson
- Robin Fulton
- Lars Forssell
- Jesper Svenbro[2]
- Osip Mandelstam[2]
- Anna Achmatova
- Marina Tsvetajeva
- Vladimir Majakovskij
- Stéphane Mallarmé
- Pia Tafdrup
- Seamus Heaney
- Czesław Miłosz
- Tomas Venclova
- Regina Derieva[2]
- Siv Cedering[7]